# Palmi
Palmi je italská obec v provincii Reggio Calabria v oblasti Kalábrie. Leží u pobřeží Tyrhénského moře.
K roku 2019 zde žilo 18 606 obyvatel.

## Sousední obce
- Gioia Tauro
- Seminara